# Siriano (duque)
Siriano (em latim: Syrianus) foi um oficial romano do século IV, ativo durante o reinado do imperador Constâncio II (r. 337–361). Um homem claríssimo (vir clarissimus), em 356 exerceu a função de duque do Egito: em 6 de janeiro entrou em Alexandria e em 8-9 de fevereiro atacou a Igreja de Teonas, claramente para provocar o arcebispo alexandrino Atanásio I e seus apoiantes.